# Сайкина, Светлана Владимировна
Сайкина (Иванова) Светлана Владимировна — мсмк России (лёгкая атлетика, диск), участница Олимпиады 2008 года в Пекине и Олимпиады 2012 года в Лондоне.

## Спортивная карьера
Участница двух Олимпиад.
На пекинской Олимпиаде в квалификации показала результат 59,48 м и не войдя в 12 сильнейших прекратила соревнования.
В Лондоне на Олимпиаде с результатом 60,67 м была лишь 17-й и также не попала в финал.
На чемпионатах мира дебютировала в 2009 году в Берлине, где была 20-й. В 2013 году в Москве .....
На чемпионате Европы 2010 года в Барселоне с результатом 56,32 отобралась в финал, где показала в первой попытке результат 56,09 (две оставшиеся попытки были не засчитаны) и замкнула десятку сильнейших.
Была бронзовым призёром Универсиады - 2011. До этого участвовала в Универсиадах еще дважды - на Универсиаде - 2005 в Измире (Турция) с результатом 48,46м была 15-й, а на Универсиаде - 2007 в Бангкоке (Таиланд) с результатом 49,59 м оказалась 10-й.
На молодёжном чемпионате Европы 2007 года в Дебрецене стала бронзовым призёром, показав результат 56,52.